# Syd Macartney
Syd Macartney, all'anagrafe Sydney MaCartney (24 luglio 1954), è un regista britannico, attivo al cinema e in televisione.

## Filmografia

### Regista

#### Cinema
- The Best Ever Nuclear Fall Out Shelter - cortometraggio (1987)
- The Bridge (1991)
- A Love Divided (1999)

#### Televisione
- The Nihilist's Double Vision - cortometraggio TV (1987)
- Yellowthread Street - serie TV, episodi 1x03-1x05-1x11 (1990)
- Le avventure del giovane Indiana Jones (The Young Indiana Jones Chronicles) - serie TV, episodio 2x08 (1993)
- The Whipping Boy - film TV (1994)
- Fantasma per amore (The Canterville Ghost) - film TV (1996)
- The Ambassador - serie TV, episodi 1x04-1x05 (1998)
- The Adventures of Young Indiana Jones - serie TV, episodio 3x06 (1999)
- Linda Green - serie TV, 6 episodi (2001-2002)
- Being April - serie TV, episodi 1x01-1x02 (2002)
- Jane Hall - serie TV, episodi 1x01-1x02-1x03 (2006)
- The Good Housekeeping Guide - film TV (2006)
- New Tricks - Nuove tracce per vecchie volpi (New Tricks) - serie TV, episodi 4x02-4x04 (2007)
- Rock Rivals - serie TV, episodi 1x01-1x02 (2008)
- Hounded - serie TV, 11 episodi (2010)
- Scott & Bailey - serie TV, episodi 1x03-1x04 (2011)
- Pixelface - serie TV, 12 episodi (2011-2012)
- The Syndicate - serie TV, episodi 1x01-1x02-1x03 (2012)
- Pat & Cabbage - serie TV, 6 episodi (2013)
- Last Tango in Halifax - serie TV, episodi 3x04-3x05-3x06 (2015)
- L'amore e la vita - Call the Midwife (Call the Midwife) - serie TV, 19 episodi (2016-2023)

### Direttore della fotografia

#### Cinema
- Party Party, regia di Terry Winsor (1983)
- Underworld, regia di George Pavlou (1985)
- A Turnip Head's Guide to Alan Parker, regia di Arthur Ellis - cortometraggio (1986)

#### Videoclip
- The Belle Stars The Entertainer, regia di Pete Cornish (1983)
- Robert Görl Darling Don't leave Me, regia di John Scarlett-Davis (1984)

### Sceneggiatore
- The Nihilist's Double Vision, regia di Syd Macartney - cortometraggio TV (1987)

## Riconoscimenti (parziale)
- Chebourg-Octeville Festival of Irish & British Film
  - 2000 - Miglior film per A Love Divided
- Endem International Film Festival
  - 1999 - Candidatura al miglior lungometraggio per A Love Divided
- Film by the Sea International Film Festival
  - 1999 - Premio del pubblico al miglior lungometratto per A Love Divided
- Schermi d'Amore - Verona Film Festival
  - 1999 - Premio del pubblico per A Love Divided